# 步步殺機 (電影)
《步步殺機》（英語：White Sands）是一部1992年美國犯罪驚悚片，由羅傑·唐納森執導，丹尼爾·派恩擔任編劇，威廉·達佛、瑪麗·伊麗莎白·馬斯特蘭托尼奧、山姆·傑克森和米基·洛克主演，華納兄弟負責發行。劇情講述一位美國西南部小鎮的治安官在沙漠中發現一具屍體，以及裝有50萬美元的手提箱；他冒充該男子並無意中捲入了聯邦調查局的調查。電影1992年4月24日在美國上映。

## 演員
- 威廉·達佛飾演雷·多扎爾
- 瑪麗·伊麗莎白·馬斯特蘭托尼奧飾演蓮恩·博丁
- 山姆·傑克森飾演格雷格·米克
- 米基·洛克飾演哥曼·倫諾克斯
- M·艾莫特·華許飾演伯特·吉布森
- 詹姆斯·瑞布霍恩飾演弗林探員
- 莫拉·堤艾妮飾演諾琳
- 貝絲·格蘭特飾演蘿茲·金凱
- 咪咪·羅傑斯飾演莫莉·多扎爾（未掛名）
- 米格爾·桑多瓦爾飾演魯伊斯
- 弗雷德·汤普森飾演軍火商（未掛名）
- 傑克·凱勒飾演卡薩諾夫

## 票房
《步步殺機》在美國和加拿大的票房收入為900萬美元，全球票房收入總計1800萬美元，未能收回2200萬美元的製作預算。

## 外部連結
- 互联网电影数据库（IMDb）上《步步殺機》的资料（英文）